# Ulf Rydberg
Ulf Sixten Rydberg, född 9 september 1940 i Stockholm, död 14 juni 2020 i Bromma distrikt, Stockholms län, var en svensk läkare.
Rydberg blev medicine licentiat 1968, medicine doktor 1972, docent i alkoholforskning vid Karolinska institutet 1972, läkare vid alkoholkliniken resp. psykiatriska kliniken på Karolinska sjukhuset 1972–1978, överläkare vid narkomanvårdsenheten vid psykiatriska kliniken på Huddinge sjukhus 1978–1987 samt professor i alkohol- och narkotikaforskning vid Karolinska Institutet och överläkare vid Magnus Huss klinik på Karolinska sjukhuset 1987–2005.
Rydberg var medicinsk expert i alkoholpolitiska utredningen 1970–1974, i Europarådet 1980–1981, medicinsk expert i narkotikakommissionen 1982–1984, i nordiska expertgruppen om medicinska skadeverkningar av cannabis 1982–1984, Socialstyrelsens vetenskapliga råd i allmän psykiatri, särskilt alkohol- och narkotikafrågor från 1984, ledamot av sektionen för alkohol- och narkotikafrågor i World Psychiatric Association 1983, internationell sekreterare 1988, medlem WHO:s Expert Advisory Panel on Drug Dependence and Alcohol Problems från 1986. Han författade skrifter i alkohol- och narkotikaforskning, analytisk kemi, toxikologi och socialmedicin.